# Юхимець Ольга Федорівна
Ольга Федорівна Юхимець (10 серпня 1948 року, село Жабориця, Баранівський район, Житомирська область) — українська політикиня, членкиня Комуністичної Партії України, колишня народна депутатка України.

## Біографія
Освіта: закінчила Івано-Франківський педагогічний інститут в 1972 році, вчителька історії та суспільствознавства.
04.2002 року кандидатка в народні депутати України від Комуністичної Партії України, № 87 в списку. На час виборів: народна депутатка України, членкиня Комуністичної Партії України.
Народна депутатка України 3-го скликання 03.1998-04.2002 років, виборчий округ № 196, Черкаська області. На час виборів: вчителька Золотоніської загальноосвітньої школи № 6, членкиня Комуністичної Партії України. Член Комітету з питань національної безпеки і оборони з 07.1998 року; членкиня фракції КПУ з 05.1998 року.
- 1966-67 роки — живописець, Баранівський порцеляновий завод.
- 1967-72 роки — студентка, Івано-Франківський педагогічний інститут.
- 1972-79 роки — вчителька, Попельняцька СШ Долинського р-ну Івано-Франківської обл.
- З 1979 року — вчителька СШ № 5, організаторка позашкільної роботи, заступниця директора, вчителька СШ № 6, м. Золотоноша Черкаської обл.